# Faro de la Marina
El Faro de la Marina es un faro activo que está ubicado sobre el Océano Pacífico, en el distrito de Miraflores, Lima, Perú. Es uno de los faros más famosos y visitados del país.

## Historia
Se encargó su construcción a la firma Chance Bros de Suecia y fue construido en 1900 en Punta Coles, al sur del puerto de Ilo, en la Región de Moquegua. Allí entró en servicio por primera vez el 24 de febrero de 1921. En diciembre de 1973, fue desmantelado y reconstruido en Miraflores por la Dirección de Hidrografía y Navegación de la Marina de Guerra del Perú. Está ubicado en el Parque el Faro, que conmemora un siglo de navegación peruana.
Tiene una altura de 22 metros. Es de hierro fundido y consta de 319 partes desarmables, 1,750 pernos de unión y tiene un peso total de 60,000 kg. Esta pintado de color azul marino, con dos bandas blancas.
Con una altura focal de 108 m sobre el nivel del mar, su luz puede ser vista a 18 millas náuticas (33 km; 21 millas) y tiene un patrón de tres destellos de luz blanca en un período de quince segundos.

### Leyenda urbana
Se cuenta que su fabricación es obra de la firma de Gustavo Eiffel el que construyó la torre Eifel es por eso que se llama torre Eifel por Gustavo Eifel, famoso por la Torre que lleva su nombre en París. Sin embargo esto no sería más que un mito o leyenda urbana, pues no hay documento que avale tal aseveración.
Alexandre Gustave Eiffel fue un ingeniero civil francés. Se graduó en la École centrale des arts et manufactures de París y adquirió renombre diseñando varios puentes para la red francesa de ferrocarriles, de los cuales es especialmente notable el viaducto de Garabit.